# Antonio Burguete
Antonio Burguete Navarro (Burjasot, Valencia, España, 11 de mayo de 1948 - Ibidem, 24 de junio de 2014) fue un futbolista español que se desempeñaba como delantero. El equipo donde mayor huella dejó fue el Córdoba Club de Fútbol, equipo en el que jugó 4 temporadas anotando 48 goles en 111 partidos, siendo la segunda de las temporadas, con 19 goles, el máximo goleador de la segunda división española.

## Clubes
| Club                      | País   | Año       |
| ------------------------- | ------ | --------- |
| Levante Unión Deportiva   | España | 1966-1967 |
| Villarreal Club de Fútbol | España | 1970-1972 |
| Burgos Club de Fútbol     | España | 1972-1974 |
| Córdoba Club de Fútbol    | España | 1974-1978 |